# Isabelle Spaak
 (mai 2014).
Pour les articles homonymes, voir Spaak.
Isabelle Spaak, née à Bruxelles en 1960, est une romancière et journaliste belge vivant en France.

## Biographie
Elle est la fille du diplomate belge Fernand Spaak, lui-même fils de l'homme d'État Paul-Henri Spaak. Après une enfance passée à Bruxelles, elle s'installe à l'âge de quinze ans aux États-Unis. Elle revient en Europe en 1979, d'abord à Toulouse, puis à Paris.
Elle étudie par la suite la sociologie à Nanterre, et après sa licence décroche une licence en histoire de l'art à l'Université de Paris-Sorbonne.[réf. nécessaire]
Longtemps journaliste à VSD où elle tient notamment la rubrique « Voyages », elle rejoint Le Parisien Magazine, à sa création en 2011, pour s'occuper des sujets culture.

## Son œuvre littéraire
Un opuscule consacré en 1998 à Paris est suivi de deux romans autobiographiques Ça ne se fait pas, paru en 2004, et Pas du tout mon genre, paru en 2006. Dans son premier roman, elle tente d'exorciser la tragédie familiale dont elle fut témoin dans son enfance : l'assassinat de son père par sa mère à coups de carabine, suivi du suicide de sa mère. Elle obtient le prix Victor Rossel 2004. Son deuxième roman traite du syndrome appelé en anglais middle childhood syndrome.
Pour son troisième livre, elle quitte le domaine de la fiction pour s'intéresser aux parcours de militants du Parti socialiste français, à l'occasion d'un tour de France des sections socialistes au cours de l'année 2011.
Elle publie un roman en 2016 qui est inspiré des vies de sa mère et de sa grand-mère. Une allure folle obtient deux prix littéraires, le prix Simone-Veil en 2016, suivi du prix Amic en 2017.
Dans Une mère, etc., paru en 2019, elle explore le thème de l'adoption internationale.
En 2022, elle retourne puiser dans son histoire familiale avec Des monts et merveilles, dont la figure familiale est cette fois son demi-frère aimé disparu en 2019,. Elle est finaliste du Grand prix du roman de l'Académie royale de langue et de littérature françaises de Belgique.

## Œuvre
- Ça ne se fait pas, 2004, Éditions des Équateurs,  (ISBN 2-84990-007-9)
- Pas du tout mon genre, 2006, Éditions des Équateurs,  (ISBN 2-84990-037-0)
- Militants, 2011, Éditions Stock, Collection : Essais - Documents,  (ISBN 978-2-234-07169-8)
- Une allure folle, 2016, Éditions des Équateurs,  (ISBN 978-2-253069980)
- Une mère, etc., avec Florence Billet, Éditions L'Iconoclaste  (ISBN 978-2-37880-020-8)
- Des monts et merveilles, 2022, Éditions des Équateurs,  (ISBN 978-2-382840627)

## Prix
- 2004 : Prix Victor Rossel pour Ça ne se fait pas[6]
- 2016 : Grand Prix Simone-Veil pour Une allure folle
- 2017 : Prix Amic pour Une allure folle